# Гадалка (картина Лемпицкой)
«Гадалка» (фр. La diseuse de bonne aventure) — картина польской художницы Тамары Лемпицкой, написанная маслом на холсте в 1922 году. Полотно размером 73 на 60 сантиметров ныне хранится в частном собрании.

## Описание и анализ
«Гадалка» относится к ранним работам Лемпицкой, для которых характерен поиск художницей стилистических форм, а также неуверенность, которую она преодолела к 1923 году. Женщины на картинах этого периода не отличаются грацией или элегантностью и принадлежат скорее к низшим слоям общества (при этом Лемпицка в то время занималась созданием модных иллюстраций для журналов Femina и L’Illustration des Modes). «Гадалка» Лемпицкой лишена и той привлекательности, которую художники начала XX века, как правило, придавали цыганам, с которыми и ассоциировались всякого рода гадания. В отличие от подобных цыганок у героини Лемпицкой нет шали, она одета как будто в рабочую одежду для выступления в цирковом представлении. Синий жакет с золотой вышивкой на её плечах и подоле подобен тем, которые носили тореадоры или артистка XIX века Ортанс Шнейдер в оперетте «Перикола» Оффенбаха. Суровое квадратное с жёсткими чертами лицо «Гадалки» имеет сходство с работой 1921 года скульптора Маноло «Голова женщины в мантилье» или неопрятными толстыми женщинами, которых в тот же период писала французская художница Сюзанна Валадон.
Если объёмы в «Гадалке» выполнены в манере, свойственной кубистической и экспрессионистской скульптуре, то цветовые решения свидетельствует об экспериментах Лемпицкой в области фовизма. Вероятно, даже сам выбор темы для картины был обусловлен возможностью совместить рядом друг с другом яркие и насыщенные цвета (жёлтая юбка, синий жакет и красный лиф). Эта палитра, несвойственная художнице в дальнейшем, делает эту картину уникальной для её творчества. «Гадалка» Лемпицкой имеет сходство c фарфоровой фигуркой, изготовленной приблизительно в 1920 году советским скульптором-керамистом Натальей Данько.

## Провенанс
В 1925 году картину у Лемпицкой приобрела француженка Бланш Шейру (фр. Blanche Cheyrou) наряду с другими её ранними полотнами: «Женщиной в шали в профиль», «Букетом гортензий и лимоном», «Портретом молодой леди в голубом платье» и «Портретом игрока в поло». С 1993 года «Гадалка» находилась в собственности Художественной галерея Барри Фридмана (Нью-Йорк, США), а затем у американских коллекционеров Ричарда и Энн Пэдди.

## Выставки
С 8 октября по 30 ноября 1996 года «Гадалка» Лемпицкой выставлялась в Художественной галерее Барри Фридмана (англ. Barry Friedman Ltd.) на Мэдисон-авеню, 72 (Нью-Йорк, США).
С 15 сентября 2004 по 2 января 2005 года картина была представлена на выставке художницы в Кунстфоруме в Вене, столице Австрии. Затем, с 5 октября 2006 по 18 февраля 2007 года, она выставлялась в миланском Королевском дворце, а с 18 апреля по 15 июля 2007 года — в Доме искусств в Виго (Испания). С 14 мая по 2 августа 2008 года «Гадалку» можно было увидеть во Дворце изящных искусств в Мехико (Мексика).
В 2010 году полотно было включено в экспозицию выставки «Тамара де Лемпицка и её эпоха», прошедшей в токийском музее Бункамура (с 6 марта по 9 мая) и в Художественном музее префектуры Хиого в городе Кобе (с 18 мая по 25 июля).